# Essential (álbum de Ramones)
Essential es un álbum recopilatorio de The Ramones lanzado por Chrysalis Records en 2007. Este se compone de las mejores canciones de los cinco álbumes que la banda publicó bajo el sello Chrysalis Records, Brain Drain, Mondo Bizarro, Acid Eaters, ¡Adios Amigos!, y Loco Live. 

## Track listing
1. "Can't Get You Outta My Mind'"
2. "Poison Heart"
3. "Scattergun"
4. "Come Back Baby"
5. "Pinhead" (Vivo)
6. "Chinese Rocks (Vivo)"
7. "Surf City"
8. "Rockaway Beach (Vivo)"
9. "Censorshit"
10. "Touring"
11. "Blitzkrieg Bop (Vivo)"
12. "Sheena Is a Punk Rocker (Vivo)"
13. "Take It As It Comes"
14. "It's Not For Me To Know"
15. "Pet Sematary"
16. "She Talks To Rainbows"
17. "I Won't Let It Happen"
18. "Surfin' Bird (Vivo)"
19. "Tomorrow She Goes Away"
20. "Merry Christmas (I Don't Want To Fight Tonight)"

Las pistas de esta recopilación están tomadas de los siguientes álbumes de los Ramones:
- 1, 4, 15, 20 - Brain Drain (1989)
- 2, 9, 10, 13, 17, 19 - Mondo Bizarro (1992)
- 3, 14, 16 - ¡Adiós Amigos! (1995)
- 5, 6, 8, 11, 12, 18 - Loco Live (1991)
- 7 - Acid Eaters (1993)